# A. Film Production
A. Film Production A/S (ранее A. Film A/S) — датская анимационная студия, в настоящее время базирующаяся в Копенгагене. К студии в Копенгагене входят A. Film Estonia, расположенная в Эстонии, и A. Film LA, Inc. в Южной Калифорнии. Он производит традиционную и CGI — анимацию для художественных фильмов, телевидения, рекламы и игр. Среди примечательных оригинальных особенностей студии — Хьюго из джунглей и Помогите! Я — рыба.

## История
Студия была основана 1 августа 1988 года аниматорами Стефаном Фьельдмарком, Карстеном Килерихом, Йоргеном Лердамом и Хансом Перком и продюсером Андерсом Маструпом, которые познакомились во время работы над фильмом 1986 года Вальхалла, основанным на одноимённых датских комиксах, и изначально располагалась в Тагентствей 85 в Копенгагене. В 1995 году датская медиакорпорация Egmont приобрела 50 % A. Film и переместила A. Film под эгиду своего кинопроизводства Nordisk Film. Стефан Фьельдмарк покинул A. Film в 2008 году, чтобы продолжить карьеру в сфере живых выступлений. Несколько аниматоров, которые начали свою карьеру в A. Film, прочно закрепились в студиях Disney и DreamWorks. Примерно с 1995 года логотип компании представляет собой ухмыляющуюся свинью, созданную Финном Сковгардом.
В 2010 году A. Film A / S разделилась на две компании: A. Film Production A / S, которая продолжает независимое кинопроизводство и теперь находится по адресу Dannebrogsgade 1 в Копенгагене, и A. Film A / S, принадлежащая Nordisk Film, которая управляет правами. из более ранних постановок. В группу компаний A. Film, в основе которой входит A. Film Production A / S, входят независимые студии A. Film Eesti в Таллинне (основано в 1994 г.) и A. Film LA, Inc. в Лос-Анджелесе. (оценка 2008 года). В Берлине A. Film входила в состав студии Friendly Fritz. Ранее ему принадлежали студии в Риге, (2002—2010) и Мюнхене (2006—2009).
Компания A. Film также работала субподрядчиком над 28 фильмами, включая Долина папоротников: Последний тропический лес, Дюймововчка, Астерикс завоёвывает Америку, Однажды в лесу, Балто, Принцесса и Гоблин, Тарзан 2, Галька и пингвин, Тролль в Центральном парке, Все псы попадают в рай 2, Волшебный меч: В поисках Камелота и Восемь безумных ночей. В 2007 году компания A. Film A / S предоставила услуги по фильму Disney Гуфи: как подключить домашний кинотеатр».
Не так давно A. Film Production A / S выпустила несколько художественных фильмов, например: Нико 2: Маленький братишка, Большая проблема, Альберт, Алфи Аткинс: фокус-покус.